# Gunnar Nielsen (svensk friidrottare)
Gunnar Nielsen, en svensk friidrottare (stående längdhopp). Han tävlade för klubben Örgryte IS och vann SM i stående längdhopp åren 1927 till 1929. 